# Emmelene Landon
Emmelene Landon, née à Melbourne en Australie en 1963, est une peintre et romancière australienne.

## Biographie
Née en Australie, Emmelene Landon déménage avec sa famille à Londres et à New York avant de s'installer en France en 1979. Ancienne élève de l'École des Beaux-Arts de Paris, elle a exposé ses photographies et ses tableaux dans de nombreuses villes françaises, ainsi qu'à New York, Rome ou encore Pékin, où elle s'est rendue en 1988 par le Transsibérien. Elle expose également au Muséum d'histoire naturelle du Havre en 2008.
Landon est également réalisatrice et a produit des émissions de radio pour France Culture.
Emmelene Landon a notamment fait un tour du monde à bord d'un cargo, expérience qu'elle raconte dans un récit de voyage publié chez Gallimard en 2003.
En 2004, sa meilleure amie la peintre Susanne Hay, que Landon avait connue aux Beaux-Arts, se noie dans un lac au Portugal. Emmelene Landon publie en 2006 un livre de deuil, intitulé simplement Susanne. Les années qui suivent sont prolifiques pour Landon, qui écrit deux romans : Le Voyage à Vladivostok en 2007 et La Tache aveugle en 2010. Elle commence également à peindre des portraits et écrit deux autres romans en 2014 et 2017. Landon se marie en 2014 avec l'éditeur français Paul Otchakovsky-Laurens, décédé dans un accident de voiture le 2 janvier 2018.

## Filmographie

### En tant que réalisatrice
- Australie, mère et fille (2002)
- Le Fantastique Voyage du conteneur rouge (2004)

### En tant que directrice de la photographie
- Sablé-sur-Sarthe, Sarthe, documentaire de Paul Otchakovsky-Laurens (2007)
- Éditeur, documentaire de Paul Otchakovsky-Laurens (2017)